# カラケニ族
カラケニ族（羅：Caraceni、希：Καρακηνοὶ）とは古代ローマ時代にアペニン山脈に在住していたサムニウム人の一部族。ラテン語での綴りは必ずしも一定しておらず、彼らが発したであろう発音に応じて「カリキニ（Caricini）」、または「カッリキニ（Carricini）」とも表記される。また古代ギリシア語でも同様の理由で「カリキノイ（Καρίκινοι）」とも書かれる事もある。

## 概説
2世紀の学者クラウディオス・プトレマイオスによれば、カラケニ族はサムニウム系部族のうち最も北部、具体的にはサングロ川上流の渓谷地域に住み、パエリグニ族、フレンタニ族と境界を面していたと言う。その著述には彼らの都市の中でアウフィデナの記述があるのみで、長期にわたってローマはこの都市を攻めあぐねていたと言う。
彼らの支配地域はフレンタニ族と北の位置で接し、ペントリ族の一部とは南、ルカニ族とは東部、ペリグニ族とは西部で接していた。
部族内部では2つの小部族に分かれていた。すなわちユウァヌムを中心とするカリキニ・スペルマテス（Caricini supernates）と呼ばれる北部部族、そしてクルウィアエを中心とするカリキニ・インフェルマテス（Caricini infernates）と呼ばれる南部部族に別れ、ともにサムニウム人同士で成す緩やかな連邦の一角を担いサムニウム戦争、同盟市戦争でローマと対立した。
カラケニ族は恐らくは第二次サムニウム戦争の際にローマの支配下となり、そのままローマ人と同化したものと考えられている。
また彼らカラケニ族の記述は大プリニウスの著作にも見受けられるが、プリニウスは彼らをカレンティニと著述し、区別しているもののフレンタニ族の一部族と考えていたようである。